# Lerista chordae
Espèce
Lerista chordae est une espèce de sauriens de la famille des Scincidae.

## Répartition
Cette espèce est endémique du Centre du Queensland en Australie.

## Publication originale
- Amey, Kutt & Hutchinson, 2005 : A new species of Lerista (Scincidae) from Central Queensland. Memoirs of the Queensland Museum, vol. 50, no 2, p. 125-131.